# Воробйов Анатолій Маркович
Анатолій Маркович Воробйов (30 листопада 1900, Митрофанівка — 26 жовтня 1955, Київ) — український радянський вчений-фізіолог, доктор медичних наук (1940), професор (1940), член-кореспондент АН УРСР (1955).

## Біографія
Народився 30 листопада 1900 року в селі Митрофанівці (тепер Нижньогірського району Автономної Республіки Крим). В 1926 році закінчив медичний факультет Харківського медичного інституту.
Працював: аспірант (1926—1928), асистент (1929—1934), доцент (1934—1938) кафедри фізіології Першого харківського медичного інституту; завідувач кафедри фізіології Харківського стоматологічного інституту (1938—1941), за сумісництвом завідувач відділу фізіології травлення Українського органотерапевтичного інституту; старший науковий співробітник Інституту фізіології АН Грузинської РСР (1941—1944); завідувач кафедри фізіології Харківського фармацевтичного інституту (1945); завідувач кафедри фізіології (1945—1951), декан лікувального факультету (1945—1950) Львівського медичного інституту; директор Інституту фізіології АН УРСР (1953—1955). 

Могила Анатолія Воробйова

Був одружений з Ольгою Свєшніковою, лікаркою-педіатром.
Помер 26 жовтня 1955 року. Похований в Києві на Байковому цвинтарі.

## Наукова робота
Напрями наукових досліджень: фізіологія вищої нервової діяльності, здебільшого в царині умовних рефлексів; фізіологія травлення; електроенцефалографія, нейрогуморальна регуляція фізіологічних і патологічних процесів.
Автор близько 60 наукових праць. Основні праці: 
- К вопросу о физиологической активности продуктов, образующихся при утоплении мышц холоднокровных (кваліф. праця). Харків, 1929;
- Нарушение стереотипа и его влияние на величину условных рефлексов. Тр Укр Психоневрол Инст 1932, Т.21;
- Процессы индукции при внешнем торможении. Тр Укр Психоневрол Инст 1932, Т.21;
- Возрастные особенности выхода желчи в кишку. Бюл Эксп Биол Мед 1939, № 3-4;
- Роль симпатической нервной системы и пилорической части желудка в регуляции секреторной деятельности фундальных желез (докт. дис.). Харків, 1940;
- Кишечная фаза желудочной секреции. Врач Дело 1949, № 10.